# Medal „Za obronę Moskwy”
Medal „Za obronę Moskwy” (ros. Медаль «За оборону Москвы») – radzieckie odznaczenie wojskowe.
Medal „Za obronę Moskwy” został ustanowiony dekretem Prezydium Rady Najwyższej ZSRR z 1 maja 1944 roku dla nagrodzenia obrońców Moskwy podczas II wojny światowej, tego dnia zatwierdzono również regulamin i opis odznaki medalu.

## Zasady nadawania
Zgodnie z regulaminem Medalem „Za obronę Moskwy” byli nagradzani:
- wszyscy żołnierze i ochotnicy Armii Czerwonej i wojsk NKWD uczestniczący w obronie Moskwy nie mniej niż przez 1 miesiąc w okresie od 19 października 1941 do 25 stycznia 1942 roku,
- osoby cywilne uczestniczące w obronie Moskwy w okresie od 19 października 1941 do 25 stycznia 1942 roku,
- żołnierze i lotnicy jednostek moskiewskiej strefy obrony powietrznej (MPWO) oraz osoby cywilne aktywnie uczestniczące w obronie od nalotów w okresie od 22 lipca 1941 do 25 stycznia 1942 roku,
- wojskowi i osoby cywilne z miasta Moskwy i obwodu moskiewskiego aktywnie uczestniczące w przygotowaniu obrony i umocnień na kolejnych rubieżach.

Medal otrzymywali także partyzanci z obwodu moskiewskiego oraz aktywni uczestnicy obrony Tuły. 
Pierwszy medal 20 lipca 1944 roku otrzymał Józef Stalin. W sumie nadano ponad 1 028 600 Medali „Za obronę Moskwy” (stan na 1995).

## Opis odznaki
Odznaka Medalu „Za obronę Moskwy” to wykonany z mosiądzu krążek o średnicy 32 mm, na którego awersie znajduje się czołg T-34 z grupką żołnierzy na nim na tle ścian Kremla, z lewej strony pomnik Minina i Pożarskiego, a z prawej kremlowska baszta. Nad ścianą widoczna kopuła rządowego gmachu Kremla z flagą z sierpem i młotem. Wyżej lecące samoloty i napis na obwodzie: ЗА ОБОРОНУ МОСКВЫ (pol.: „Za Obronę Moskwy”). W dolnej części na obwodzie jest wieniec laurowy z małą gwiazdą pośrodku. Na rewersie jest na górze sierp i młot, pod nim napis w trzech wierszach: ЗА НАШУ / СОВЕТСКУЮ / РОДИНУ (pol.: „Za Naszą Radziecką Ojczyznę”). Wszystkie elementy są wypukłe. Projektantem rysunku był malarz N.I. Moskalew.
Medal zawieszany jest na metalowej pięciokątnej blaszce obciągniętej wstążką z trzema podłużnymi oliwkowymi paskami szerokości 5 mm przedzielonymi dwoma paskami czerwonymi szerokości 4 mm i z dwoma wąskimi czerwonymi paskami po bokach.
Medal noszony był na lewej piersi, w kolejności po Medalu „Za obronę Leningradu”.